# Bukdosó vészmadár

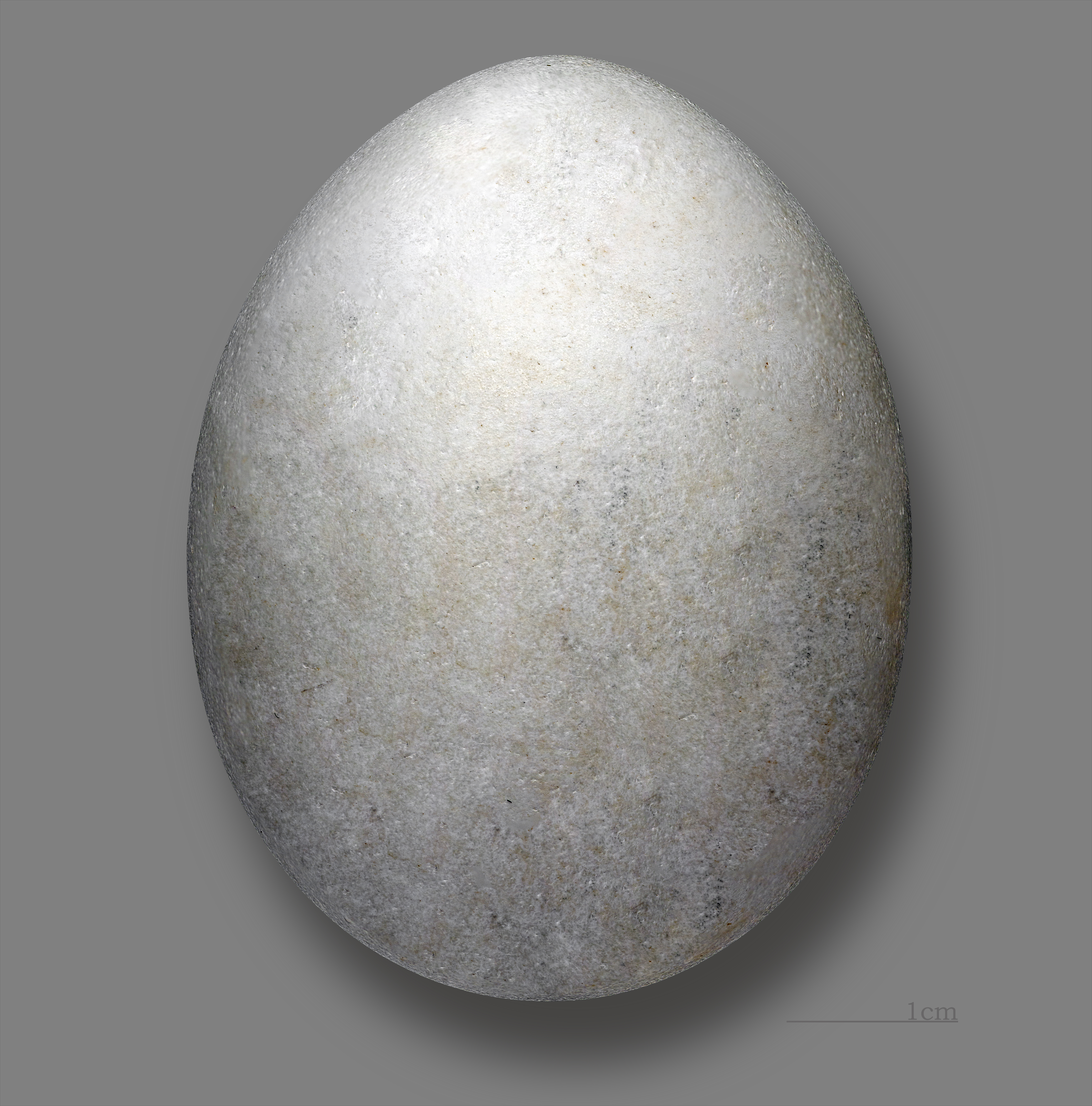
A tojása

A bukdosó vészmadár (Puffinus yelkouan) a madarak (Aves) osztályának viharmadár-alakúak (Procellariiformes) rendjébe, ezen belül a viharmadárfélék (Procellariidae) családjába tartozó faj.

## Előfordulása
A bukdosó vészmadár a Földközi-tenger fölött és a benne levő szigeteken él. Nyáron néhány példány kirepül az Atlanti-óceánra is.

## Megjelenése
Ez a tengeri madár 30–38 centiméter hosszú, szárnyfesztávolsága 76–89 centiméter. A madárnak a nemére jellemző víztaposó technikája van: kitárt szárnyakkal időnként verdesve és ide-oda dőlve tapossa a vizet. Repülés közben olyan, mint egy repülő kereszt. Háti része sötétbarna, míg hasi része világosabb, majdnem fehér.

## Életmódja
Nagy csapatokba verődve halakra és puhatestűekre vadászik. Néha a halászhajókat is követi, a zsákmány könnyebb elejtése érdekében.

## Szaporodása
A bukdosó vészmadár kolóniákban, üregekbe rakja le tojásait. Gyakran közös költőkolóniákat alkot a baleári vészmadárral (Puffinus mauretanicus); a legnagyobb ilyen vegyes kolónia a Baleár-szigetekhez tartozó Menorcán található meg. Sok költő területe az ember közelében van, emiatt a macskák (Felis silvestris catus) és a patkányok (Rattus) rengeteg bukdosó vészmadarat pusztítanak el.

## Rendszertani besorolása, rokon fajok
Ezt a madarat korábban az atlanti vészmadár (Puffinus puffinus) alfajának vélték. Aztán pedig a baleári vészmadárral tartották azonosnak. A két faj annyira hasonlít, hogy a Menorcán, a közös költőkolóniában, csak DNS-vizsgálattal lehet megkülönböztetni őket.

### Fordítás
- Ez a szócikk részben vagy egészben  a   Yelkouan Shearwater című angol Wikipédia-szócikk ezen változatának fordításán alapul.  Az eredeti cikk szerkesztőit annak laptörténete sorolja fel. Ez a jelzés csupán a megfogalmazás eredetét és a szerzői jogokat jelzi, nem szolgál a cikkben szereplő információk forrásmegjelöléseként.